# Henning Vater
Hans Henning Vater (* in Kiel) ist ein deutscher Violinist und Orchesterleiter.
Er studierte an der Hochschule für Musik Detmold Violine, anschließend Barockvioline bei Monica Huggett. 1995 gründete er das Göttinger Barockorchester, dem er als Konzertmeister (Violine, Violino piccolo, Viola und Viola d’amore) vorsteht und mit dem er zahlreiche Konzerte im gesamten norddeutschen Raum auf barocken und klassischen Instrumenten gibt. Dabei begleitet das Orchester Chöre bei Aufführungen von oratorischen Werken, aber auch reine Orchesterstücke stehen auf dem Programm.
Henning Vater spielt außerdem regelmäßig im FestspielOrchester der Internationalen Händel-Festspiele Göttingen unter Nicholas McGegan (bis 2011) und Laurence Cummings und ist häufig Gastmusiker am Deutschen Theater in Göttingen.
2013 und 2015 spielte er im Stadttheater Fürth als Violinist und Keyboarder in der Band des Musicals Next to Normal (fast normal).